# エレミア・ホロックス

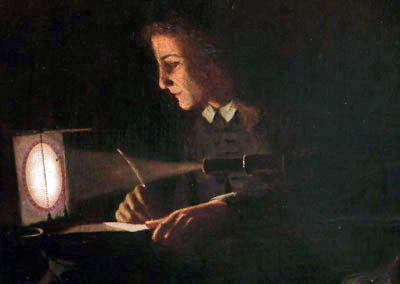
金星の日面通過を観測・記録しているエレミア・ホロックス

エレミア・ホロックス（Jeremiah Horrocks または Jeremiah Horrox、1618年 - 1641年1月3日）は、イギリスの天文学者。金星の日面通過の最初の観測者である。ジュレマイア・ホロックスとも表記される。
リヴァプール近くのトックステス（Toxteth）に生まれた。豊かでない農夫の息子で、1632年にケンブリッジ大学エマニュエル・カレッジに進むが、1635年に卒業することなく大学をやめ、ランカシャー、プレストン近くのMuch Hooleの牧師となった。
ケンブリッジで学んだ時代、ヨハネス・ケプラー、ティコ・ブラーエなどの著書に親しんだ。フィリッペ・ファン・ランスベルゲの天文表が不正確であることを明らかにした。
金星の日面通過の観測を、複数の観測点で行えば、太陽までの距離を見積もることができると考え、1639年11月24日（ユリウス暦：グレゴリオ暦12月4日）、日面通過の観測を行った。ホロックスはMuch Hooleで、友人で協力者のウィリアム・クラブトリーはサルフォードで観測した。ホロックスは太陽までの距離を、地球の直径の15,000倍と見積もった。これを距離に換算すると約1億kmで、これは現在知られている値の60%ほどの大きさの値であるが、その時代までの最も正確な観測値であった。ホロックスの成果は Venus in sub sole visaとして1662年にヨハネス・ヘヴェリウスによって出版された。
ホロックスは1641年急死した。22歳または23歳であった。